# Saarbrücken
Saarbrücken (en renano Saarbrigge /zɐ̯ːˈbrıgə/; en francés: Sarrebruck [saʁ'bʁyk]; algunas veces en español se usa el exónimo francés Sarrebruck) es una ciudad de Alemania, capital y municipio más poblado del estado federado del Sarre.
Está asentada en la orilla del río Sarre, en el suroeste de Alemania, y se trata de una ciudad fronteriza que limita al sur con la región francesa de Lorena. Gracias a la libertad de movimientos en territorio de la Unión Europea, Saarbrücken se ha convertido en un nudo de comunicaciones y colabora de forma activa en varias agrupaciones europeas de cooperación territorial junto con Francia, Bélgica y Luxemburgo.
Oficialmente una ciudad desde 1322, sus orígenes se remontan a la existencia del condado de Saarbrücken en la Edad Media, si bien su pleno desarrollo se alcanzaría en el siglo XIX con la Revolución Industrial y el impulso de la minería en tiempos del Imperio alemán. Hoy en día, la economía local está basada en el sector industrial y en la investigación y desarrollo de nuevas tecnologías, apoyadas por la labor académica de la Universidad del Sarre. La población supera los 180 000 habitantes.
Debido a su condición geográfica, Saarbrücken (así como todo el Sarre) fue un territorio disputado entre Alemania y Francia desde el siglo XVIII hasta finales de la Segunda Guerra Mundial, con frecuentes cambios de soberanía. En dos ocasiones fue capital de un enclave independiente: durante el Territorio de la Cuenca del Sarre (1920-1935) y con el protectorado del Sarre (1947-1956). Después de que los sarrenses votasen en contra de una constitución que les definía como «territorio europeo», Francia y Alemania acordaron en 1957 la integración del Sarre en la República Federal Alemana, poniendo fin a disputas anteriores.
Los atractivos turísticos más importantes de la ciudad son el castillo de Saarbrücken, la iglesia luterana de Ludwigskirche y los numerosos puentes que atraviesan el río Sarre.

## Toponimia
El topónimo Saarbrücken podría traducirse literalmente al español como «puentes del Sarre» (Brücken es el plural de Brücke, puente en alemán). Saar (Sarre en alemán) deriva de la palabra céltica Sara (corriente de agua) y del nombre del río durante el Imperio romano, Saravus. Sin embargo, debe tenerse en cuenta que el primer puente construido en la zona, Alte Brücke, data del siglo XVI, así que existen varias teorías sobre el término.
La más extendida hace mención al nombre histórico Sarabrucca, derivado de la palabra briga (roca en céltico), que fue adaptada como Brocken en alto alemán y que apareció en el primer documento local en el año 999. Según el ayuntamiento, la palabra brucca deriva de la germánica bruco que significa «páramo» o «brezal», en referencia a los humedales cercanos.

## Historia

### Edad Antigua y Edad Media

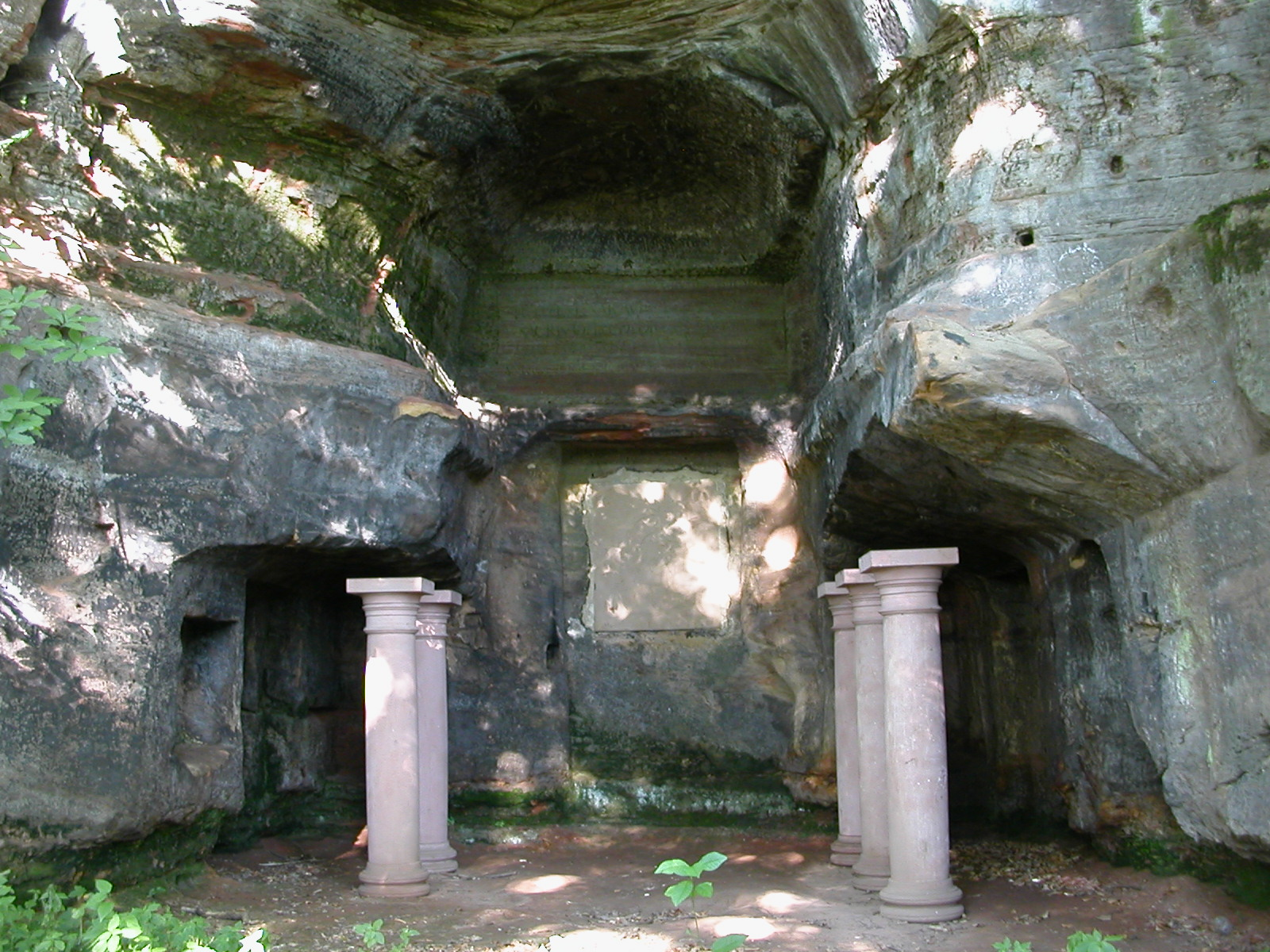
Restos de un altar mitraico en Halberg, en las afueras de la ciudad.

El primer asentamiento del que se tiene constancia fue un poblado de los mediomátricos en el periodo antes de Cristo. Cuando Julio César conquistó la Galia en el siglo I, toda la zona fue incorporada al Imperio romano y erigieron el vicus de Saravus, en las orillas del río Sarre, que servía como punto de intersección de las rutas comerciales Metz-Worms y Tréveris-Estrasburgo. Esta situación se mantuvo hasta finales del siglo IV, cuando los alamán destruyeron el castrum y el vicus y expulsaron a los romanos. Más tarde, el área quedó bajo control de los francos (siglo V) y de los merivingios (siglo VI), quienes crearon la villa de Merkingen sobre las ruinas. En 925 el área fue incorporada al Sacro Imperio Romano Germánico.
La primera referencia a «Saarbrücken» es una escritura de donación del año 999, por la que el emperador Otón III entregó el castellum Sarabrucca («castillo del puente del Sarre») a los obispos de Metz, quienes a su vez lo convirtieron en un feudo. En 1080 se creó el condado de Saarbrücken, con la ciudad homónima como capital, y se formó un asentamiento alrededor de la fortificación. En 1168 el castillo fue parcialmente destruido por el Conde Simón I bajo las órdenes del emperador Federico I Barbarroja.
Entre 1321 y 1322, el Conde Juan I otorgó privilegios de ciudad a Saarbrücken y a la villa pesquera de Sankt Johann, situada en el banco opuesto del río Sarre. Ambas villas recibieron administración conjunta y se eliminó la servidumbre. Desde 1381 hasta 1797 los terrenos quedaron bajo dominio del Estado Imperial de Nassau-Saarbrücken, controlado por la Casa de Nassau.

### Edad Moderna
En 1546, durante el imperio de Carlos V, se instaló el primer puente que conectaba Saarbrücken con Sankt Johann, el actual Alte Brücke (en español, «puente viejo»). Años después, el conde Luis II de Nassau-Weilburg ordenó la construcción de un nuevo castillo de estilo renacentista sobre las ruinas del anterior, en el que terminaría estableciendo su delegación, y fue el fundador de la primera escuela secundaria local, el Ludwigsgymnasium.
Desde el siglo XVII, la historia de Saarbrücken ha estado ligada a las disputas territoriales. En el transcurso de la guerra de los Treinta Años, el territorio de la actual Sarre fue devastado por las tropas imperiales debido al apoyo del conde Guillermo Luis de Nassau-Saarbrücken a los protestantes, lo que significó la huida de casi toda la población a la ciudad francesa de Metz. En 1677, en plena guerra franco-neerlandesa, el rey Luis XIV de Francia ordenó la destrucción casi total de Saarbrücken. La región del Sarre terminaría siendo retornada al Imperio Germánico en 1697 mediante el Tratado de Rijswijk, aunque algunos enclaves como Saarlouis quedaron bajo administración francesa.

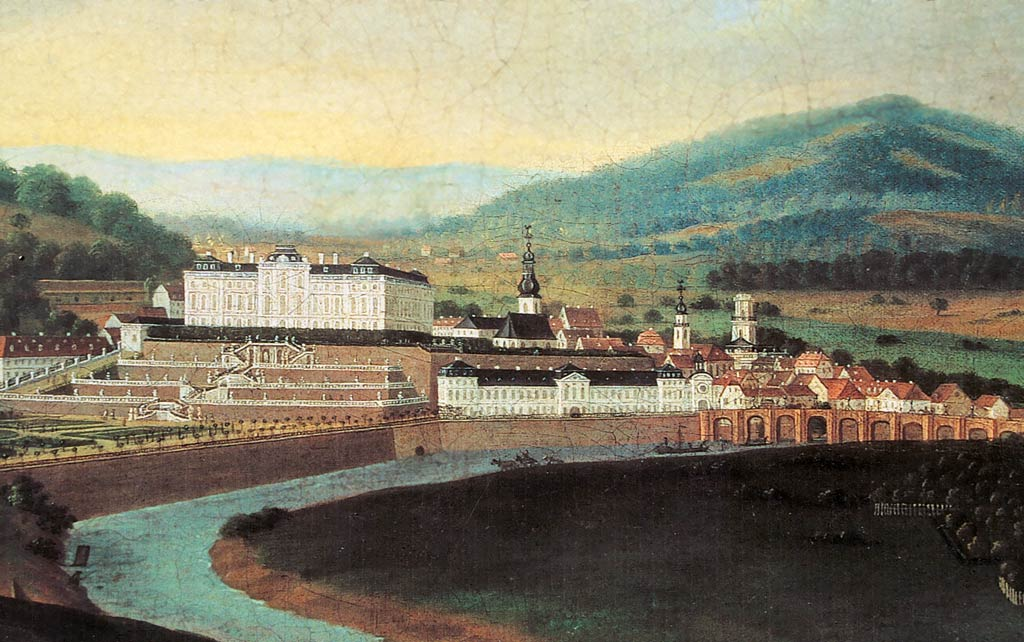
Castillo y ciudad de Saarbrücken (1770).

Un siglo después, Saarbrücken fue reconstruida durante el reinado del Conde Guillermo Enrique de Nassau. En el ámbito económico, las minas de carbón fueron nacionalizadas y se desarrollaron políticas para establecer un modelo proto-industrial que sentaría las bases de la pujante industria local. Además, encargó al arquitecto barroco Frédéric-Joachim Stengel la construcción de edificios como la Friedenskirche (1745), el Ayuntamiento (1750), la Basílica de San Juan (1758) y la protestante Ludwigskirche (1778).
En 1793, la ciudad fue tomada por las tropas revolucionarias francesas. En virtud de los tratados de Campo Formio y Lunéville, el Imperio Germánico tuvo que ceder el condado de Saarbrücken a Francia.

### Edad Contemporánea
Después de dos décadas bajo administración francesa, Saarbrücken quedó bajo control del reino de Prusia gracias al Congreso de Viena de 1815. Coincidiendo con la revolución industrial, el municipio se benefició de su condición fronteriza y se especializó en la producción de carbón y hierro, así como en el transporte de materias primas de Renania. En 1852 se inauguró la estación de tren que unía las redes ferroviarias de Prusia y Francia, y en 1860 el río Sarre fue conectado con los canales franceses.
Con el estallido de la guerra franco-prusiana en 1870, Saarbrücken fue el primer objetivo de las tropas francesas que ocuparon el Sarre el 2 de agosto. Según la tradición oral, el príncipe Napoleón Eugenio Luis Bonaparte disparó su primer cañón en ese combate. No obstante, los prusianos recuperaron el control de la plaza el 4 de agosto, dos días después, y de ahí pudieron avanzar hasta Metz en la batalla de Spicheren. Por lo tanto, esta ciudad fue parte del Imperio alemán.
El 1 de enero de 1909 las villas de Saarbrücken, Sankt Johann y Malstatt-Burbach fueron fusionadas en la actual ciudad de Saarbrücken.
En el transcurso de la Primera Guerra Mundial la localidad fue bombardeada dos veces, ocasionando graves daños a la industria y núcleo urbano. Al término del conflicto, y en virtud del Tratado de Versalles de 1919, Saarbrücken dejó de ser alemana y se convirtió en la capital del Territorio de la Cuenca del Sarre, un país provisional bajo administración de la Sociedad de Naciones desde 1920 hasta 1935, cuando estaba prevista una consulta para decidir su estatus. Además, los franceses se quedaron con el control de las minas de carbón en compensación por los daños de la guerra. El 13 de enero de 1935 tuvo lugar el referéndum y más del 90% de la población votó a favor de regresar con Alemania, frente a un 8% que apoyaba el statu quo y un 0,8% que reclamaba unirse a Francia. Saarbrücken pasó a ser la capital del Gau Westmark y, en señal de agradecimiento, el Tercer Reich construyó el Teatro Nacional del Sarre (1938).

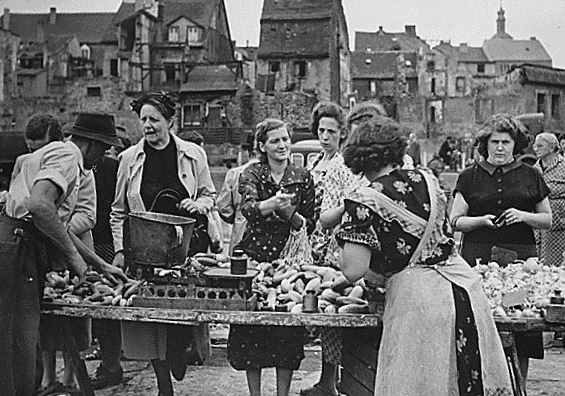
Mercado de Saarbrücken durante la Segunda Guerra Mundial.

Saarbrücken volvió a ser objeto de ataques durante toda la Segunda Guerra Mundial debido a su posición geográfica, en mitad de la Línea Sigfrido, y sufrió continuos bombardeos tanto de la Real Fuerza Aérea Británica como de la Fuerza Aérea de los Estados Unidos. Para cuando ejército estadounidense logró hacerse con su control el 20 de marzo de 1945, más del 75% de los edificios de la ciudad estaban en ruinas. Tras la rendición, todo el Sarre quedó bajo la zona de ocupación francesa.
En 1947, Saarbrücken se integró en el Protectorado del Sarre, un territorio independiente bajo control de Francia y que contaba con su propia constitución. Un año más tarde se inauguró la Universidad del Sarre.
Francia y Alemania Occidental acordaron en 1954 la creación de un estatuto que definía a Sarre como «territorio europeo» y que, en caso de ser aprobado, convertiría a Saarbrücken en la capital de facto de todas las instituciones de la futura Unión Europea. Sin embargo, los sarrenses votaron mayoritariamente «No» en el referéndum de 1955 y esa victoria fue interpretada como una reafirmación de su germanismo. Por esta razón, los primeros ministros francés y alemán, Guy Mollet y Konrad Adenauer, negociaron la integración de Sarre en Alemania.

### Situación actual
Desde el 1 de enero de 1957, Saarbrücken se convirtió en la capital y ciudad más poblada del estado federado del Sarre, dentro de la República Federal de Alemania (RFA, actual Alemania), y se benefició de la conexión al sistema de transportes germano. La pertenencia a Alemania se ha mantenido en el tiempo sin que hayan surgido nuevas disputas territoriales. En 1965 se firmó el primer acuerdo de hermandad con la ciudad de Nantes (Francia).
A raíz de la reforma administrativa de 1974, Saarbrücken absorbió 11 pueblos cercanos y vio ampliada su población a 200 000 habitantes. Los acuerdos de hermandad se ampliaron en 1975 a Tiflis (Unión Soviética, actual Georgia) y Cottbus, lo que convertía a la capital del Sarre en la segunda ciudad de la RFA hermanada con otra de Alemania Oriental. En 1999 se celebraron mil años desde la primera mención en un documento oficial.

## Geografía

### Ubicación

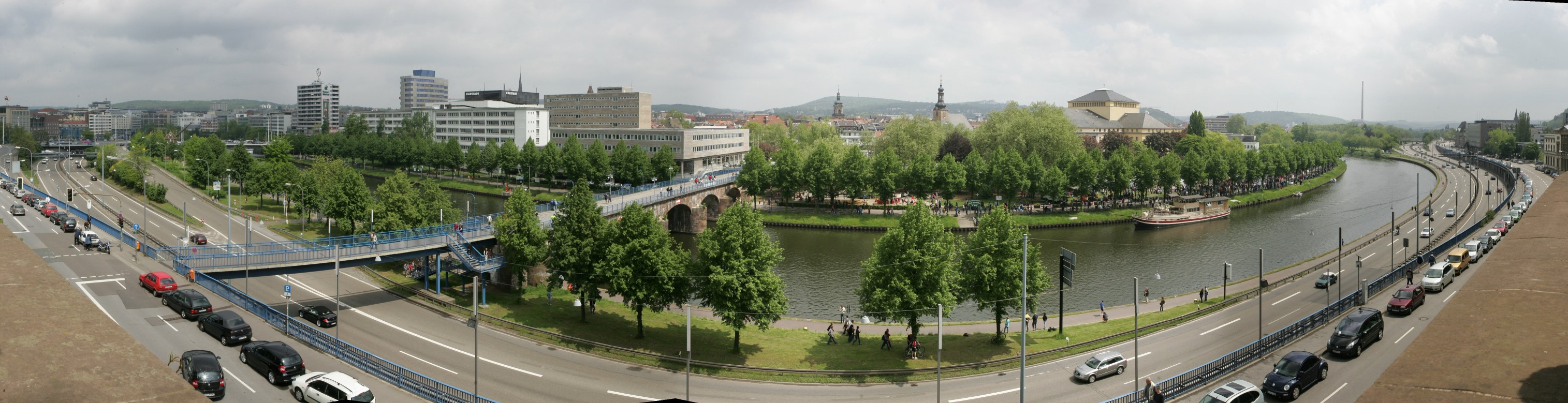
Panorámica de la ciudad desde el muro del Castillo de Saarbrücken

Saarbrücken está ubicada al sur del estado federado del Sarre, tiene un área total de 167,07 km² y se encuentra a 230 metros sobre el nivel del mar. Se trata de una ciudad fronteriza que limita al sur con la región de Lorena (Francia), y cuya característica es la proximidad con otros enclaves europeos. Los municipios más cercanos por importancia son Metz (69 km), Luxemburgo (99 km), Estrasburgo (119 km), Nancy (121 km) y Mannheim (134 km).
La ciudad ha aprovechado su posición geográfica, reforzada con el acuerdo de movilidad de Schengen, para convertirse en un nudo de transporte europeo. Existe una vía de Transporte Exprés Regional (TER) que conecta a los alemanes con Metz, e incluso el tranvía de Saarbrücken tiene final de trayecto en la francesa Sarreguemines, separadas a solo 15 km de distancia.
El principal río de Saarbrücken es el río Sarre, que penetra en el casco urbano por la zona suroeste. Pasado este espacio, el curso continúa hasta Francia y desemboca en el río Mosela.
| Noroeste: Püttlingen        | Norte: Riegelsberg     | Noreste: Sankt Ingbert           |
| Oeste: Völklingen           |                        | Este: Mandelbachtal              |
| Suroeste: Forbach (Francia) | Sur: Alsting (Francia) | Sureste: Sarreguemines (Francia) |

### Clima
Saarbrücken presenta un clima templado oceánico (Köppen: Cfb) que está marcado por su lejanía de la costa. El nivel anual de precipitaciones es abundante y relativamente estable a lo largo del año, con una media anual de 863 mm. Por otro lado, la humedad relativa mediana es del 79 por ciento. Hay una media anual de 1.607 horas de sol, muy reducidas durante los meses de invierno.
La capital del Sarre se caracteriza por un clima suave: los inviernos son fríos con lluvias, nevadas ocasionales y temperaturas que en ocasiones pueden quedar bajo cero (-2 °C), mientras que los veranos son menos cálidos que en otras regiones de Alemania, con temperaturas máximas de 22 °C en julio y posibilidad alta de precipitaciones.
| Parámetros climáticos promedio de Saarbrücken | Parámetros climáticos promedio de Saarbrücken | Parámetros climáticos promedio de Saarbrücken | Parámetros climáticos promedio de Saarbrücken | Parámetros climáticos promedio de Saarbrücken | Parámetros climáticos promedio de Saarbrücken | Parámetros climáticos promedio de Saarbrücken | Parámetros climáticos promedio de Saarbrücken | Parámetros climáticos promedio de Saarbrücken | Parámetros climáticos promedio de Saarbrücken | Parámetros climáticos promedio de Saarbrücken | Parámetros climáticos promedio de Saarbrücken | Parámetros climáticos promedio de Saarbrücken | Parámetros climáticos promedio de Saarbrücken |
| Mes                                           | Ene.                                          | Feb.                                          | Mar.                                          | Abr.                                          | May.                                          | Jun.                                          | Jul.                                          | Ago.                                          | Sep.                                          | Oct.                                          | Nov.                                          | Dic.                                          | Anual                                         |
| --------------------------------------------- | --------------------------------------------- | --------------------------------------------- | --------------------------------------------- | --------------------------------------------- | --------------------------------------------- | --------------------------------------------- | --------------------------------------------- | --------------------------------------------- | --------------------------------------------- | --------------------------------------------- | --------------------------------------------- | --------------------------------------------- | --------------------------------------------- |
| Temp. máx. media (°C)                         | 2.6                                           | 4.6                                           | 8.5                                           | 12.7                                          | 19.2                                          | 20.2                                          | 25.0                                          | 25.7                                          | 19.8                                          | 13.5                                          | 7.1                                           | 3.6                                           | 12.8                                          |
| Temp. mín. media (°C)                         | -2                                            | -1.3                                          | 1.1                                           | 3.9                                           | 7.8                                           | 10.8                                          | 12.5                                          | 12.4                                          | 9.8                                           | 6.2                                           | 1.6                                           | -1                                            | 5.2                                           |
| Precipitación total (mm)                      | 69                                            | 59                                            | 66                                            | 60                                            | 81                                            | 83                                            | 72                                            | 73                                            | 62                                            | 71                                            | 84                                            | 83                                            | 863                                           |
| Días de precipitaciones (≥ 1 mm)              | 13                                            | 10                                            | 12                                            | 11                                            | 12                                            | 11                                            | 9                                             | 10                                            | 9                                             | 10                                            | 12                                            | 12                                            | 130                                           |
| Días de lluvias (≥ )                          | 12.2                                          | 9.8                                           | 11.3                                          | 10.0                                          | 11.0                                          | 11.3                                          | 9.3                                           | 8.5                                           | 9.4                                           | 11.2                                          | 11.7                                          | 12.7                                          | 128.4                                         |
| Horas de sol                                  | 44                                            | 77                                            | 119                                           | 171                                           | 201                                           | 214                                           | 234                                           | 212                                           | 153                                           | 100                                           | 48                                            | 34                                            | 1607                                          |
| Humedad relativa (%)                          | 88                                            | 83                                            | 77                                            | 71                                            | 71                                            | 72                                            | 70                                            | 73                                            | 78                                            | 84                                            | 87                                            | 88                                            | 79                                            |
| Fuente n.º 1: Wetterkontor                    |                                               |                                               |                                               |                                               |                                               |                                               |                                               |                                               |                                               |                                               |                                               |                                               |                                               |
| Fuente n.º 2: Deutscher Wetterdienst          |                                               |                                               |                                               |                                               |                                               |                                               |                                               |                                               |                                               |                                               |                                               |                                               |                                               |

## Demografía
La ciudad, que tiene una superficie de 167,09 km², cuenta según el padrón municipal con una población de 176.867 habitantes y una densidad de 1,1 hab./km². De la suma total, el 49,25% son hombres y el 50,75% son mujeres.
| Gráfica de evolución demográfica de Saarbrücken entre 1628 y 2015 |
|                                                                   |
| Población de derecho según los censos del Sarre.                  |

## Organización territorial

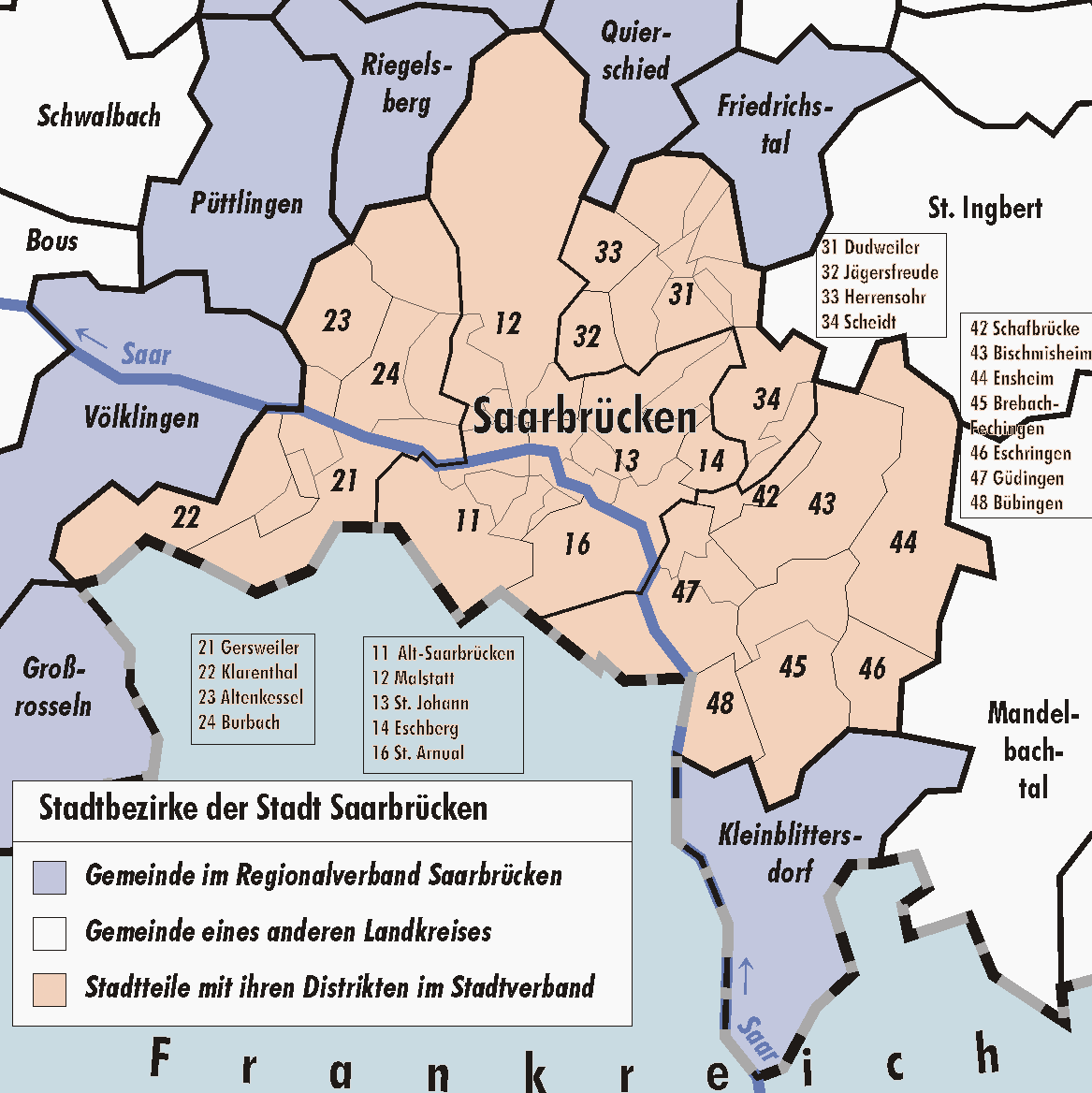
División administrativa de Saarbrücken con su numeración correspondiente.

Saarbrücken se divide administrativamente en cuatro condados (Stadtbezirke). Cada distrito funciona como un ente político con competencias propias, que ayudan a descentralizar la política de la ciudad, y por debajo hay 20 departamentos y más de 50 barrios. La división territorial responde a cuestiones históricas de la ciudad; los distritos históricos (Alt-Saarbrücken, Malstatt y St. Johann) están en Mitte, y los pueblos absorbidos se han incorporado a otros condados.
La siguiente lista recoge los condados y departamentos con su correspondiente numeración administrativa:
1. Mitte: 11 Alt-Saarbrücken – 12 Malstatt – 13 St. Johann – 14 Eschberg – 16 St. Arnual
2. West: 21 Gersweiler – 22 Klarenthal – 23 Altenkessel – 24 Burbach
3. Dudweiler: 31 Dudweiler – 32 Jägersfreude – 33 Herrensohr – 34 Scheidt
4. Halberg: 42 Schafbrücke – 43 Bischmisheim – 44 Ensheim – 45 Brebach-Fechingen – 46 Eschringen – 47 Güdingen – 48 Bübingen

La confederación regional de Saarbrücken, creada en 2008, incluye la capital y ocho municipios vecinos: Völklingen, Großrosseln, Heusweiler, Kleinblittersdorf, Püttlingen, Quierschied, Riegelsberg y Sulzbach.

## Economía

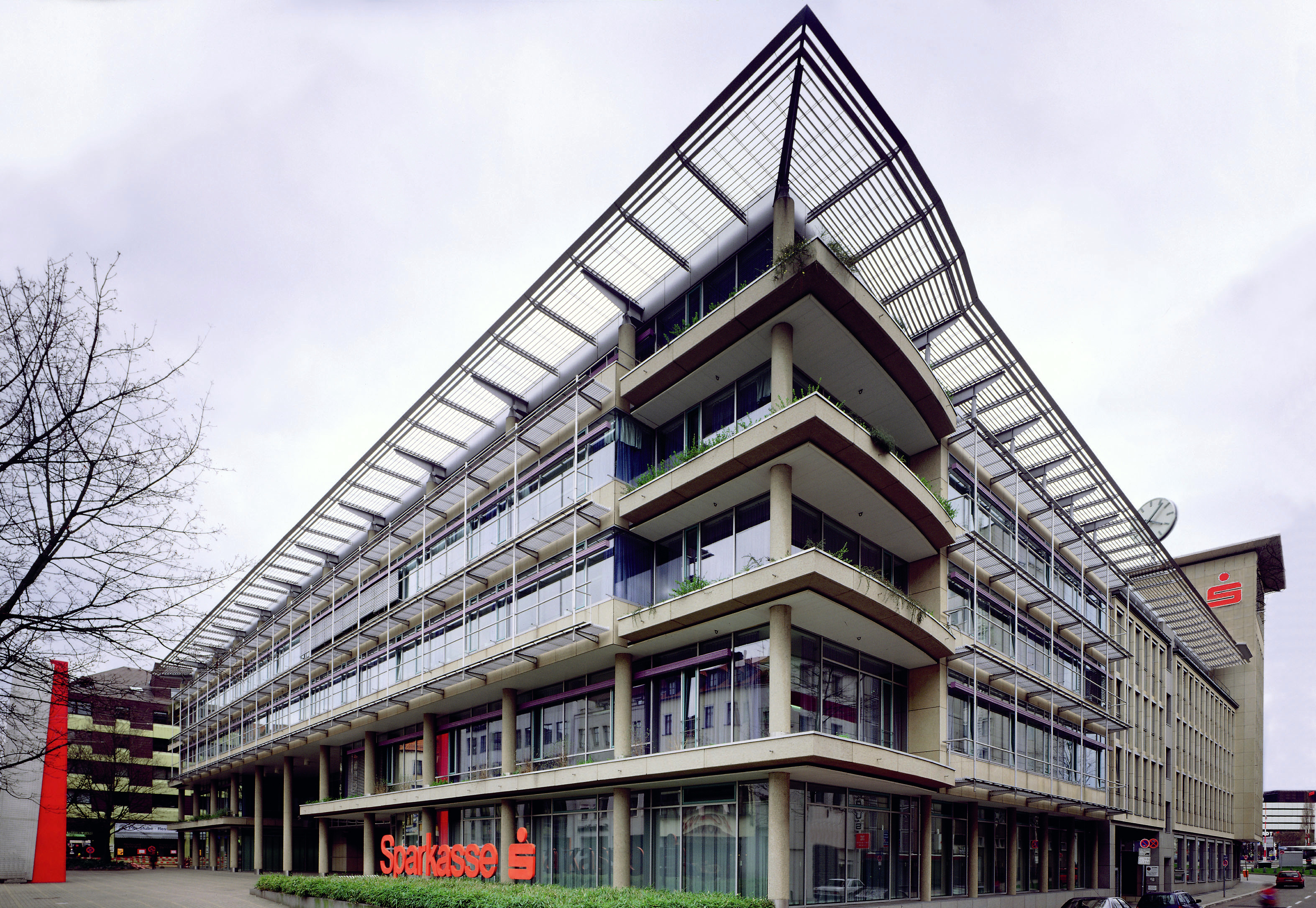
Filial de la caja de ahorros Sparkasse.

Saarbrücken es el centro económico del estado federado del Sarre y cuenta con un importante núcleo de empresas, más de 15.000 según datos del ayuntamiento. La ciudad forma parte de una eurorregión conocida como «SaarLorLux» que incluye al Sarre, la provincia de Lorena (Francia) y el Ducado de Luxemburgo, aunque también pueden sumarse dos comunidades de Bélgica (francófona y germanófona) y Renania-Palatinado.
Con la implantación del Espacio Económico Europeo en 1994, Saarbrücken se convirtió en un centro empresarial continental por su situación fronteriza. Los sarrebruqueses comparten un polígono industrial con la fronteriza comuna francesa de Forbach, a la que puede accederse en transporte público; forman parte de la agrupación europea de cooperación territorial «SaarMoselle» con el departamento de Mosela, y participan en el proyecto europeo «Quattropole» que enlaza al Sarre con Luxemburgo y las ciudades de Metz (Francia) y Tréveris (Alemania). Además, el tren de alta velocidad ICE les conecta con París y Fráncfort en menos de dos horas.
La tradición económica de la ciudad data del siglo XIX, en plena revolución industrial, cuando se instalaron las primeras fábricas (entre ellas, Völklingen) y hubo una especialización en la producción de carbón y hierro, extraído de las cuencas del Sarre. Aunque el sector secundario se ha mantenido, en la segunda mitad del siglo XX hubo una diversificación económica que impulsó el sector servicios y el desarrollo de nuevas tecnologías. Debido al dominio de la Universidad del Sarre en investigación informática, hay grupos como Intel Corporation y el Centro de Investigación Alemán para la Inteligencia Artificial (DFKI) que han instalado centros de formación superior para captar nuevos talentos.
Entre las multinacionales con sede en Saarbrücken se encuentran Zenner International (contadores de agua), OmniScriptum (editorial), IDS Scheer (informática), Wolf-Garten (herramientas de jardín) y las filiales alemanas de Peugeot y Saint-Gobain.

## Educación
Desde la apertura de la escuela de educación secundaria Ludwigsgymnasium en 1604, Saarbrücken cuenta con una amplia oferta de guarderías, colegios e institutos. Las competencias en educación corresponden al estado del Sarre según el sistema educativo alemán. La cercanía de la región con Francia y Luxemburgo ha motivado que varios centros ofrezcan educación bilingüe en alemán (idioma oficial) y francés.

### Educación superior

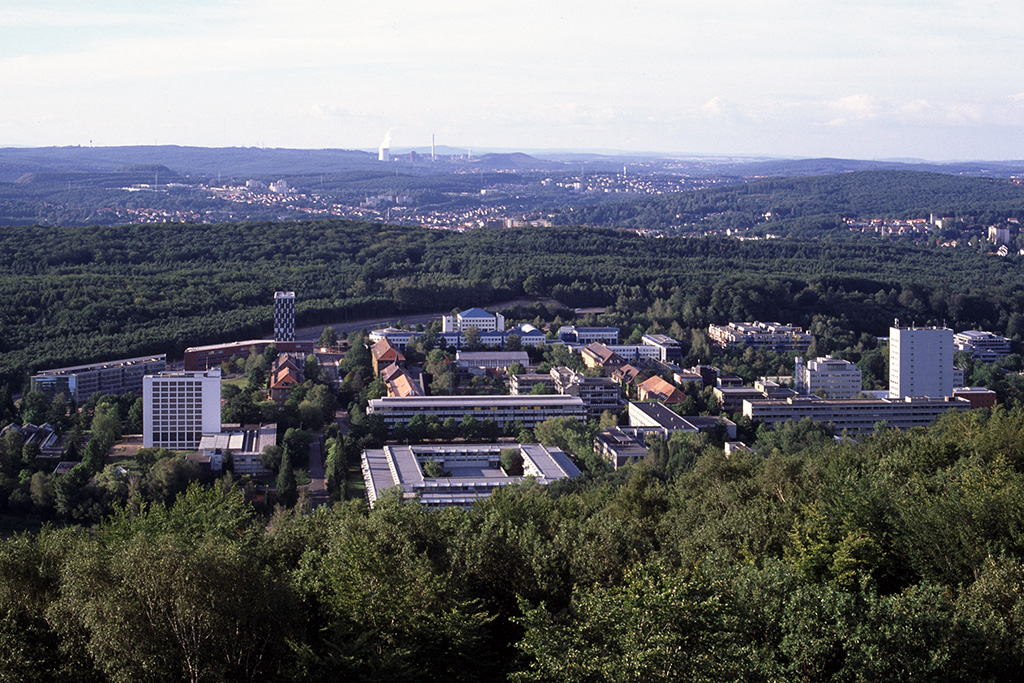
Campus de la Universidad del Sarre.

La principal institución educativa es la Universidad del Sarre (Universität des Saarlandes), compuesta por ocho facultades repartidas entre Saarbrücken y Homburg. Fue fundada en 1948, en colaboración con Francia y la Universidad de Nancy, y es especialmente conocida por su investigación en informática, lingüística computacional y ciencia de materiales.
En 1951 se abrieron las puertas del Europa-Institut, una institución de posgrado adscrita a la Universidad del Sarre y especializada en formación sobre legislación europea y derecho internacional. Se trata del segundo centro de estas características en la Unión Europea, solo superado en antigüedad por el Colegio de Europa en Brujas (Bélgica).
Por otra parte, los siguientes centros de ciencias aplicadas tienen facultades en Saarbrücken y mantienen convenios con la Universidad del Sarre:
- Instituto Max Planck de Informática
- Instituto Max Planck de Sistemas Software
- DFKI — Centro de Investigación Alemán para la Inteligencia Artificial
- Sociedad Fraunhofer (Ingeniería biomédica y ensayos no destructuvos)
- Sociedad Leibniz (Nuevos materiales)
- KIST — Instituto Coreano de Ciencia y Tecnología (delegación europea)
- Intel Visual Computing Institute

Otro centro de referencia es la Universidad Francoalemana (Deutsch-Französische Hochschule), en la que 180 instituciones europeas de educación terciaria cooperan para ofrecer estudios de grado y doctorados comunes. Por último, existen cuatro centros de educación superior en las siguientes especialidades: ciencias aplicadas, artes, música y promoción de la salud.

## Cultura

### Arquitectura y urbanismo

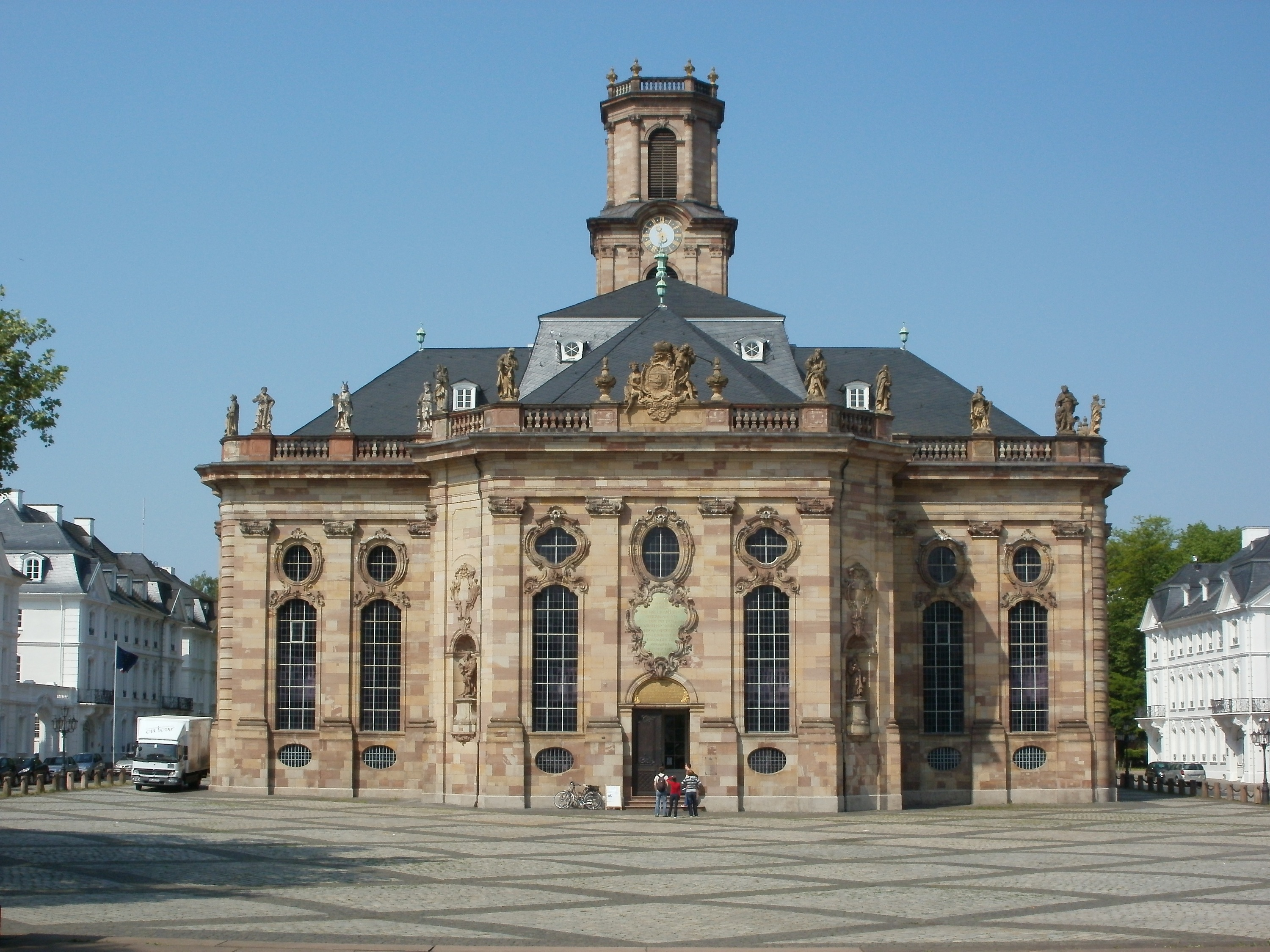
Fachada de la Ludwigskirche.

Buena parte del patrimonio artístico de Saarbrücken está ligado al periodo barroco por influencia del arquitecto Frédéric-Joachim Stengel durante el reinado del Conde Guillermo Enrique de Nassau. El edificio religioso más significativo de ese periodo es Ludwigskirche, una iglesia luterana de estilo barroco situada en la plaza rectangular Ludwigsplatz del barrio histórico. Se le considera uno de los templos sagrados del protestantismo más importantes de Alemania, junto con la Frauenkirche (Dresde) y la Iglesia de San Miguel (Hamburgo). Las obras del Ludwigsplatz no concluyeron hasta 1775 bajo las órdenes del Conde Luis, hijo de Guillermo. A pesar de que quedó en ruinas tras la Segunda Guerra Mundial, ha sido restaurada. Stengel es también responsable de la Basílica de St. Johann (1758).
El otro símbolo local es el Castillo de Saarbrücken (Saarbrücker Schloss), emplazado en el margen izquierdo del río Sarre. La primera referencia a un castillo data del año 999, cuando el emperador Otón III entregó el castellum Sarabrucca a los obispos de Metz. Sin embargo, esa construcción fue destruida en 1168 por petición de Federico I Barbarroja. El actual edificio se levantó en el siglo XVI como residencia estival y más tarde fue rediseñado por Friedrich Joachim Stengel. Durante la Segunda Guerra Mundial se convirtió en el cuartel local de la Gestapo, y los bombardeos aliados dañaron la estructura. En la década de 1980 pudo reconstruirse bajo las órdenes de Gottfried Böhm, quien ha integrado una plataforma metálica a la fachada neobarroca. Hoy en día el castillo está abierto parcialmente al público.

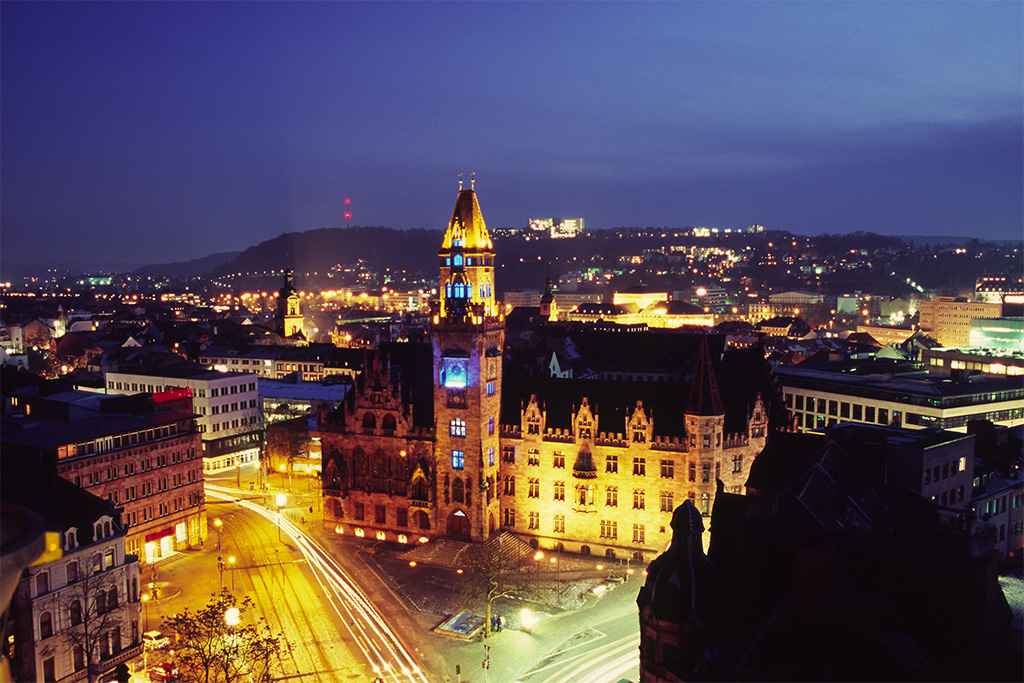
Ayuntamiento de Saarbrücken

En la plaza del castillo (Schlossplatz) puede visitarse el Monumento Invisible contra el racismo (Platz des unsichtbaren Mahnmals), diseñado por Jochen Gerz en 1993. El artista levantó 2.146 piedras del pavimento de la plaza, una por cada cementerio de judíos en la Segunda Guerra Mundial, e inscribió en todas ellas el nombre de una fosa. Después las colocó boca abajo en el suelo, sin que pudiera verse la inscripción, con el objetivo de «hacer visible lo invisible» y concienciar a futuras generaciones.
Junto a esas construcciones, hay ejemplos de arquitectura neogótica como la Johanneskirche (1898) y el Ayuntamiento de Saarbrücken (1900). En frente de la Estación de Saarbrücken se encuentra el edificio histórico Bergwerksdirektion, construido a finales del siglo XIX como la sede de la compañía minera del Sarre; hoy alberga los grandes almacenes Europa-Galerie.
Saarbrücken es también famosa por sus puentes que atraviesan el río Sarre. El más turístico es Alte Brücke («puente viejo»), primer puente construido en 1546, durante el imperio de Carlos V, para conectar el casco antiguo con la villa de St. Johann. La estructura original constaba de 14 arcos, pero cuando quedó destruida en 1945 se optó por rehacerla con solo 8 arcos para facilitar el paso de embarcaciones.
A tan solo 10 kilómetros, en la vecina ciudad de Völklingen, se puede visitar la Fábrica siderúrgica de Völklingen, declarada patrimonio de la Humanidad por la Unesco.

### Arte y espectáculos

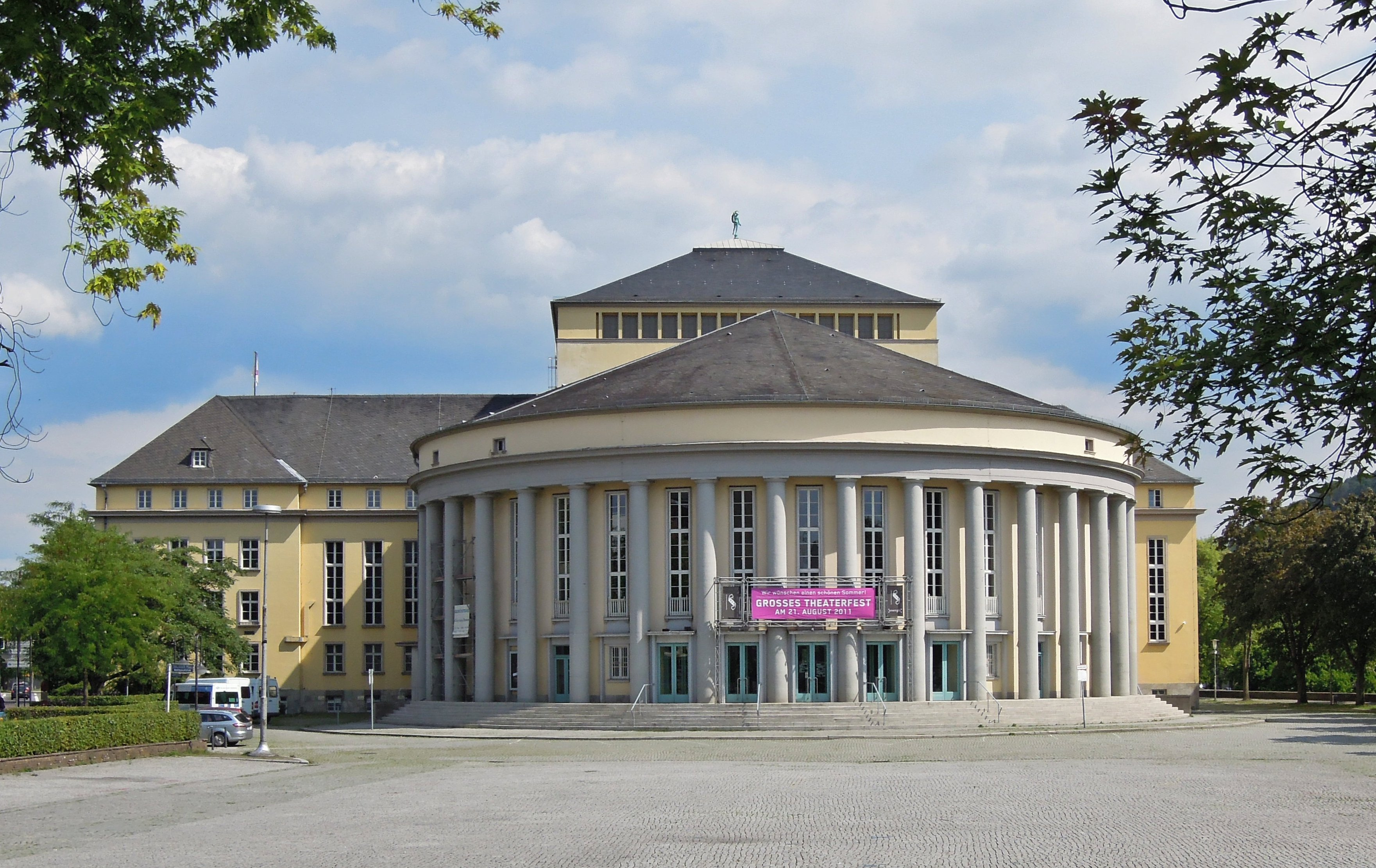
Teatro Nacional del Sarre.

El Teatro Nacional del Sarre es el epicentro cultural sarrebruqués y comprende tres salas: el Teatro Nacional (Staatstheater), Alte Feuerwache y la sala alternativa Sparte4. El Staatstheater fue inaugurado en 1938 y se construyó a iniciativa del Tercer Reich, en agradecimiento por la reintegración del Sarre en Alemania. Después de la Segunda Guerra Mundial, el Teatro Nacional se ha mantenido como atractivo turístico local, con una amplia programación compuesta por obras de teatro, orquestas, ballet, danza contemporánea y conciertos.
El Teatro Nacional del Sarre es la sede de la Orquesta Nacional del Sarre y de los Coros del Sarre. También actúa allí la Orquesta Filarmónica de Saarbrücken-Kaiserslautern, compuesta por 114 músicos de la radiotelevisión pública alemana y que reemplazó en 2007 a la orquesta de la radiodifusora del Sarre, creada en 1936.
Otros recintos que pueden albergar conciertos de música son el pabellón deportivo Saarlandhalle (6500 espectadores, ampliable a 10 000) y el palacio de congresos Congresshalle (1800 espectadores).
Los principales eventos de Saarbrücken son los Premios Max Ophüls de cine (enero), los festivales musicales Altstadtfest y Halberg Open Air (julio), el Festival Primerus de arte dramático (noviembre) y el festival franco-alemán Perspectives. Una de las instituciones más importantes de la cultura local es la Casa de los Artistas del Sarre (Saarländisches Künstlerhaus).

### Museos

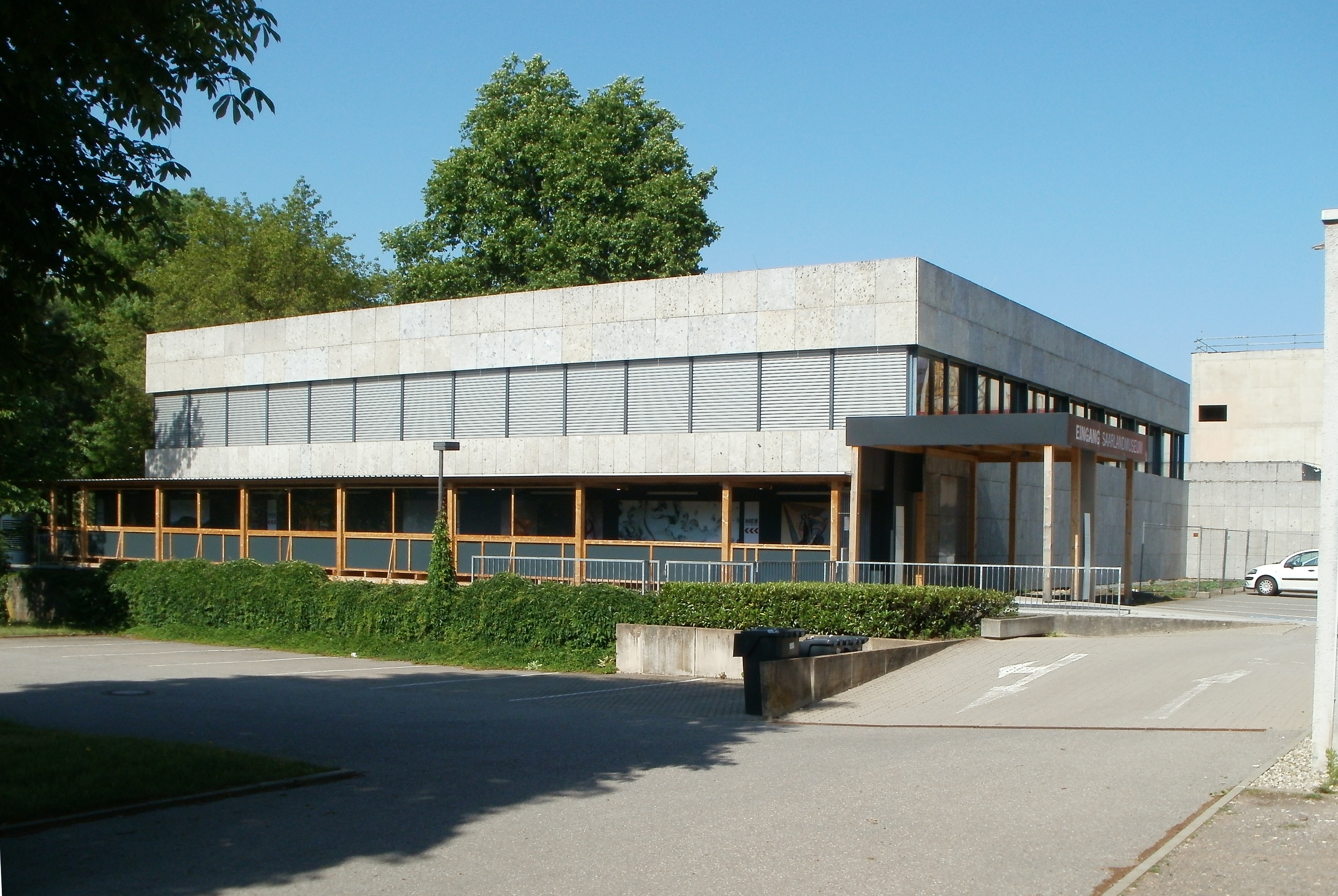
Galería de Arte Moderno de Saarbrücken

Saarbrücken alberga el Museo del Sarre (Saarlandmuseum), gestionado por el estado federado a través de la Fundación Cultural del Patrimonio del Sarre (Stiftung Saarländischer Kulturbesitz). Su colección está dividida en tres instalaciones: la Iglesia del Palacio (Schlosskirche) se especializa en obras religiosas desde la Edad Media hasta el siglo XIX; la Kreisständehaus, cerca del Palacio de Saarbrücken, tiene obras de la Edad Moderna; por último, la Galería de Arte Moderno (Moderne Galerie) cuenta con una extensa colección de arte contemporáneo, cubriendo movimientos como la secesión de Berlín, el expresionismo y el arte informal, así como obras del escultor Oleksandr Arjípenko.
Además, la Galería de la Ciudad de Saarbrücken (Stadtgalerie Saarbrücken), inaugurada en 1985 y reabierta en 2012, está especializada en arte contemporáneo, nuevos artistas y expresiones alternativas.

### Medios de comunicación
La capital del Sarre es también la sede de Saarländischer Rundfunk (SR), la empresa de radiodifusión pública del Sarre. SR forma parte de la ARD, el consorcio de radiodifusoras públicas de Alemania; además de aportar contenidos a la red nacional, los sarrenses gestionan cinco emisoras de radio y un canal de televisión en colaboración con SWR, así como su parte en la Orquesta Filarmónica de Saarbrücken-Kaiserslautern. Además. la televisión pública federal ZDF posee un estudio en Saarbrücken.
Desde 1761 se edita el diario regional Saarbrücker Zeitung, propiedad del grupo editorial Rheinische Post. En 2001 ganó el premio al mejor diario local que concede la Fundación Konrad Adenauer.
Entre los medios de comunicación privados, Saarbrücken alberga las sedes de las emisoras de radio BigFM (radiofórmula), Radio Salü (música) y Radio Saarbrücken (información).

### Deportes

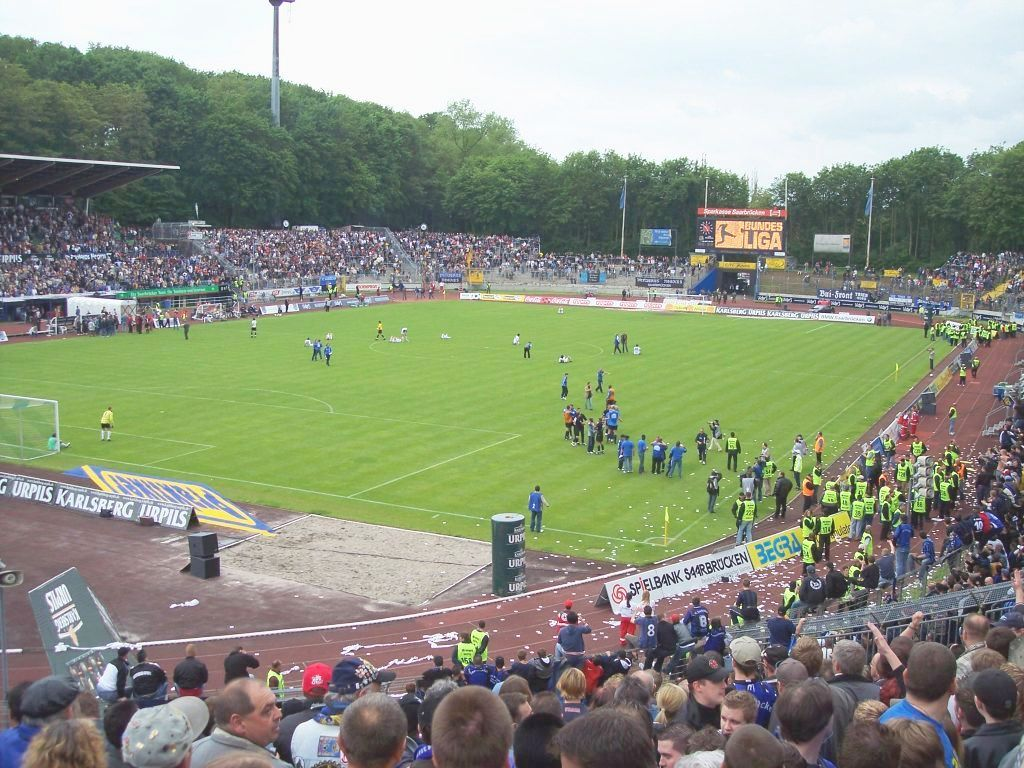
Interior del Ludwigsparkstadion.

El club deportivo con mayor renombre es el 1. Fußball-Club Saarbrücken. Fundado en 1903, este equipo de fútbol vivió su mejor época en los años 1950 y participó en la temporada inaugural de la Bundesliga alemana (1963/64), aunque ahora se encuentra en la tercera división. Otros equipos representativos son el SV Saar 05 Saarbrücken y el SV Elversberg en fútbol y Saarland Hurricanes en (fútbol americano).
Saarbrücken cuenta con dos grandes centros deportivos: el estadio de fútbol (anteriormente para múltiples usos) Ludwigsparkstadion, con capacidad para 17.500 espectadores,actualmente en remodelación, y el pabellón cubierto Saarlandhalle, con aforo para 6500 personas.
La deportista más famosa de la ciudad es la tenista Claudia Kohde-Kilsch, quien formó parte de la Asociación Femenina de Tenis desde 1980 hasta 1994.

## Transporte
Saarbrücken cuenta con más de una docena de puentes que cruzan el río Sarre y conectan la zona norte con el sur. El puente más antiguo, Alte Brücke (en español, «puente viejo»), fue inaugurado en el siglo XVI y desde entonces se han hecho reformas para mejorar la comunicación de la ciudad.
En lo que respecta al tránsito de vehículos, Saarbrücken está conectada a la red de autopistas federales de Alemania (Bundesautobahn) a través de cuatro líneas: la BAB 1 avanza en toda la región de Renania por el oeste y termina en Schleswig-Holstein; la BAB 6 cruza el sur de Alemania y llega hasta Baviera en dirección a Praga; la BAB 8 atraviesa el suroeste en dirección a Salzburgo; y la BAB 620 va desde Saarbrücken hasta Saarlouis y pasa por el núcleo urbano, bordeando el sur del río Sarre. La BAB 620 conecta con las autopistas 6 y 8, pero su cercanía al río la convierte en una carretera propensa a inundaciones.
El acuerdo de Schengen ha supuesto la eliminación de los controles en las fronteras interiores y permite libertad de movimientos con Francia y Luxemburgo.

### Transporte urbano

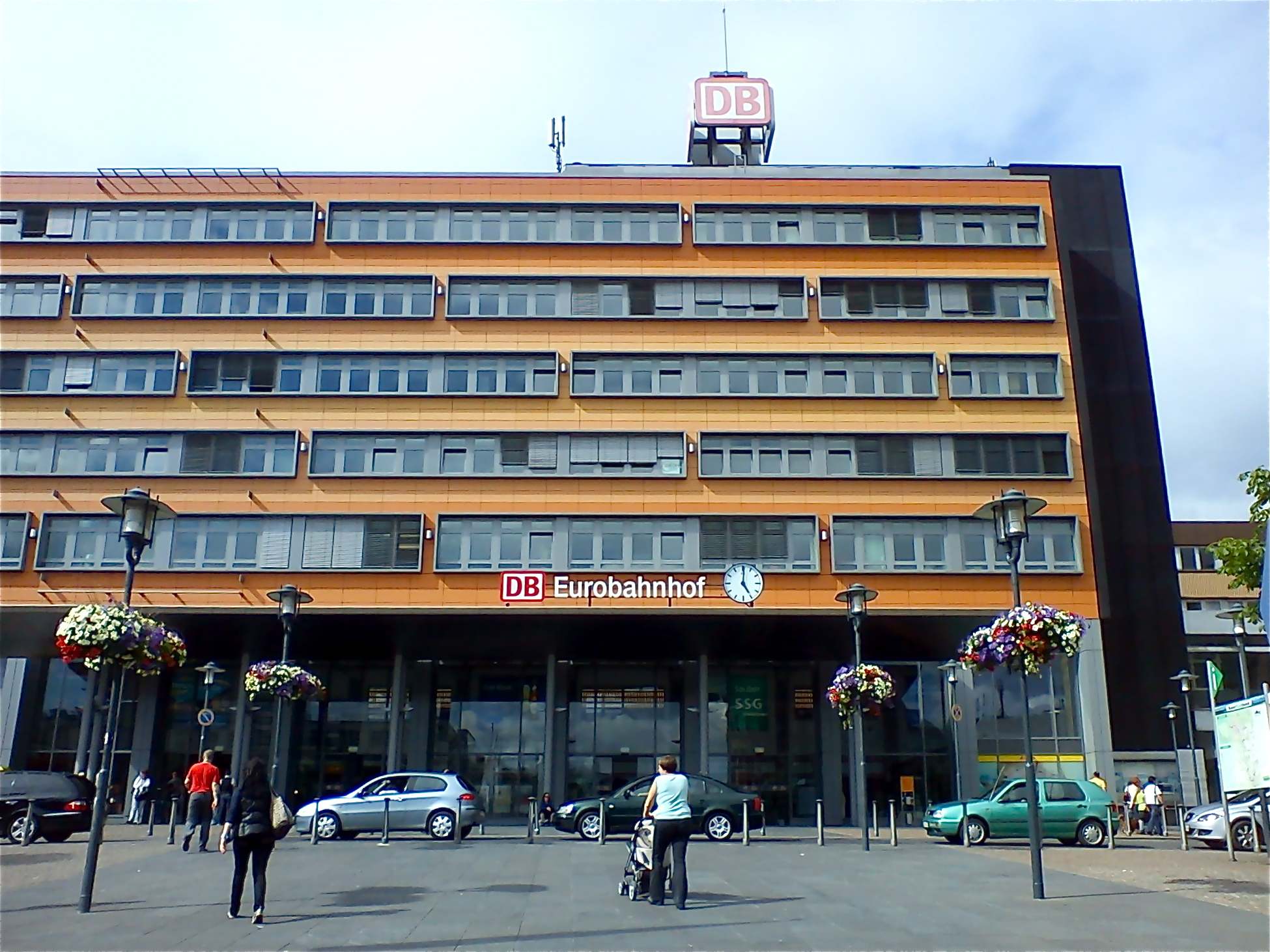
Estación de Saarbrücken

La Estación de Saarbrücken (Saarbrücken Hauptbahnhof) fue inaugurada el 16 de noviembre de 1852 y forma parte de la Deutsche Bahn. Está considerada una estación de categoría 2, lo que le permite conectar con la red de alta velocidad (InterCityExpress) y las redes internacionales EuroCity e InterCity.
La ciudad cuenta desde 1997 con la red de tren-tram «Saarbahn», operada por el estado federado del Sarre. Consiste en una línea de 33 kilómetros que parte de Riegelsberg, atraviesa el centro de Saarbrücken como un tranvía y después conecta con la red de ferrocarril regional para terminar en la vecina Sarreguemines (Francia). La frecuencia interurbana oscila entre los 5 y 7 minutos, mientras que para Sarreguemines son 30 minutos en hora punta.
Saarbahn gestiona también la red de autobuses que conecta los departamentos no cubiertos por el tranvía, incluyendo los barrios al sur del río Sarre.

### Transporte aéreo
El aeropuerto de Saarbrücken (IATA: SCN) es un pequeño aeropuerto internacional ubicado en el departamento de Ensheim, al este de la ciudad. Fue inaugurado en 1964, está compuesto por una terminal y su actividad se reduce a vuelos comerciales de vuelos chárter y aerolíneas de bajo coste que sólo operan en verano. Su tráfico en 2015 fue de 467.092 personas, lo que le convierte en el decimoquinto aeropuerto internacional alemán en número de pasajeros.
La ciudad está a dos horas en tren del aeropuerto internacional de Fráncfort, el más grande de Alemania y el tercero en Europa. También está cubierta a nivel regional por Zweibrücken y Fráncfort-Hahn.

## Ciudades hermanadas

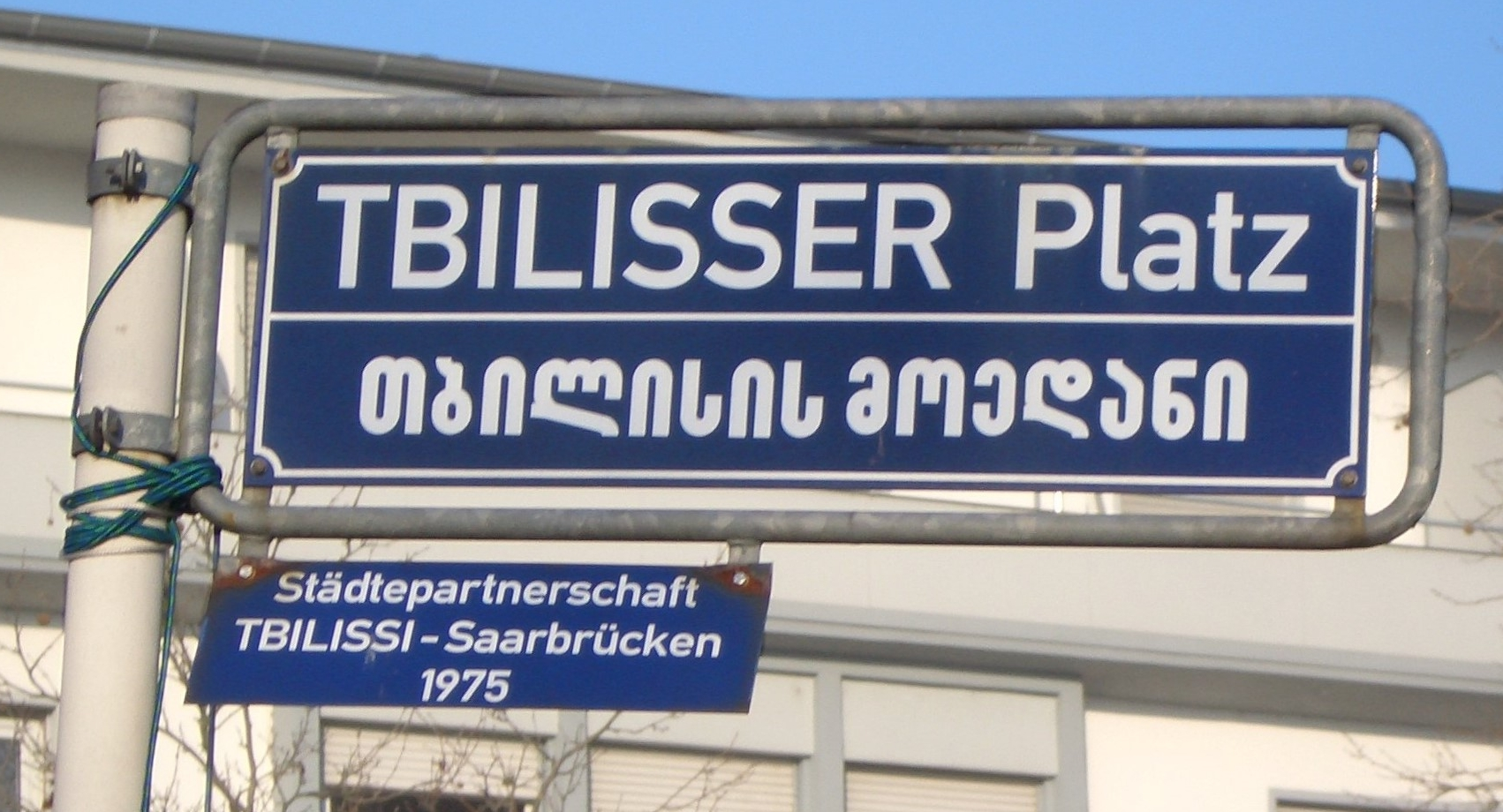
Placa de la plaza de Tiflis.

Saarbrücken está hermanada con las siguientes tres ciudades, ordenadas por año de colaboración:
- Nantes, Francia (1965)
- Tiflis, Georgia (1975)
- Cottbus, Alemania (1987, entonces Alemania Oriental)

Sin ser un hermanamiento, Saarbrücken mantiene además un acuerdo de amistad (Städtefreundschaft) con:
- Diriamba, Nicaragua.

## Ciudadanos célebres
- Louis Théodore Gouvy (1819-1898), compositor francoalemán
- Max Ophüls (1902-1957): director de cine.
- Wolfgang Staudte (1906-1984): actor y director de cine.
- Walter Schellenberg (1910-1952): jefe de contraespionaje durante la Alemania nazi.
- Gerhard Schröder (1910-1989): político de la CDU, exministro de Interior y de Exteriores.
- Otto Steinert (1915-1978): fotógrafo.
- Willi Graf (1918-1943): miembro de la resistencia alemana contra los nazis (Rosa Blanca).
- Frédéric Back (1924-2013): director de cine, dos veces ganador del Óscar al mejor cortometraje animado.
- Tzvi Avni (1927): compositor de nacionalidad israelí.
- Oskar Lafontaine (1943): antiguo alcalde de la ciudad, exministro-presidente del Sarre y exministro federal de Finanzas.
- Sandra (1962): cantante de europop.
- Claudia Kohde-Kilsch (1963): tenista y portavoz de Die Linke en el Parlamento Regional del Sarre.
- Nicole (1964): cantante pop, ganadora del Festival de la Canción de Eurovisión 1982.